# Vendérevo
Vendérevo (en rus: Вендерево) és un poble de l'óblast d'Oriol, a Rússia, segons el cens del 2010 tenia 14 habitants. Pertany al districte municipal de Kromi.